# Шрётер, Мартина
Мартина Шрётер (нем. Martina Schröter; род. 16 ноября 1960, Веймар, Эрфурт) — немецкая гребчиха, выступавшая за сборную ГДР по академической гребле в 1970-х и 1980-х годах. Чемпионка летних Олимпийских игр в Сеуле, обладательница бронзовой медали Олимпийских игр в Москве, двукратная чемпионка мира, победительница многих регат национального и международного значения.

## Биография
Мартина Шрётер родилась 16 ноября 1960 года в городе Веймар, ГДР. Проходила подготовку в Потсдаме в местном спортивном клубе «Динамо». Сначала была подопечной тренера Барбары Мюллер, позже тренировалась под руководством именитого специалиста Йорга Ландфойгта.
Впервые заявила о себе в гребле в 1977 году, выиграв Спартакиаду ГДР в программе парных лодок. Год спустя дебютировала на международной арене, одержав победу в парных одиночках на юниорском мировом первенстве в Белграде.
Первого серьёзного успеха на взрослом международном уровне добилась в сезоне 1979 года, когда вошла в основной состав восточногерманской национальной сборной и побывала на чемпионате мира в Бледе, откуда привезла награду серебряного достоинства, выигранную в зачёте парных одиночек — в финале пропустила вперёд только румынскую спортсменку Санда Тома.
Благодаря череде удачных выступлений удостоилась права защищать честь страны на летних Олимпийских играх 1980 года в Москве — здесь получила бронзу в одиночках, уступив румынке Тома и советской гребчихе Антонине Махиной.
После московской Олимпиады Шрётер осталась в составе гребной команды ГДР и продолжила принимать участие в крупнейших международных регатах. Так, в 1982 году в парных двойках она стала серебряной призёркой на мировом первенстве в Люцерне, проиграв на финише экипажу из СССР.
В 1983 году в той же дисциплине одержала победу на чемпионате мира в Дуйсбурге.
На мировом первенстве 1985 года в Хазевинкеле вновь была лучшей в программе парных двоек.
В 1987 году добавила в послужной список серебряную награду, полученную в одиночках на чемпионате мира в Копенгагене.
Находясь в числе лидеров восточногерманской национальной сборной, благополучно прошла отбор на Олимпийские игры 1988 года в Сеуле — в женских двойках вместе с напарницей Биргит Петер пришла к финишу первой и завоевала тем самым золотую олимпийскую медаль.
За выдающиеся спортивные достижения награждалась орденом «За заслуги перед Отечеством» в золоте (1984, 1986), орденом «Звезда дружбы народов» (1988).